# 竜巻街道

竜巻街道の激しい場所（赤）とそれを引き起こす気象システムを示す図

竜巻街道（たつまきかいどう、英語: Tornado Alley, 別称：竜巻回廊、トルネード街道、トルネード・アレイ）は、竜巻が頻繁に発生するアメリカ合衆国の地域の俗称である。公式の場所は定義されていないが、ロッキー山脈とアパラチア山脈との間の領域が、通常、竜巻街道として関連付けられる領域である。この地域でごく一般的に竜巻が発生する理由は、メキシコ湾からの暖かく湿った空気とロッキー山脈やカナダからの冷たく乾いた空気がぶつかるためであり、スーパーセルとして知られる激しい竜巻を伴った雷雨を作り出す。 

## 竜巻の地理学

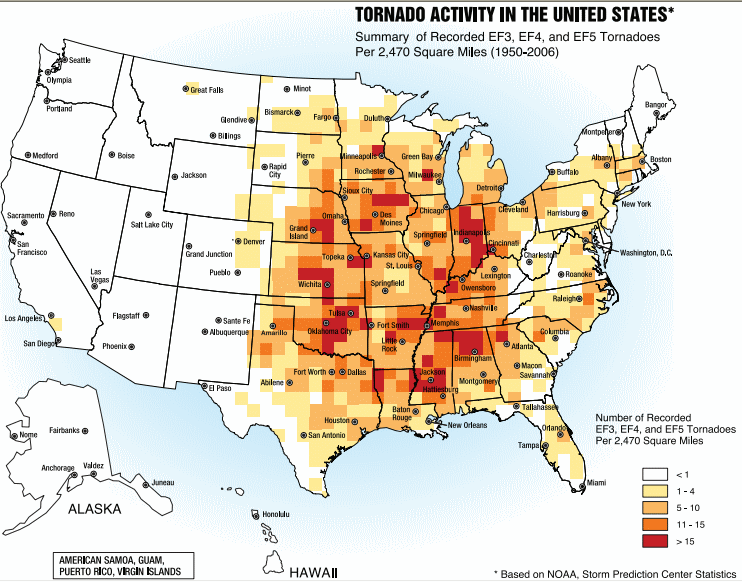
アメリカの竜巻の活動

竜巻の発生しない州はないが、ロッキー山脈とアパラチア山脈との間の平原でより頻繁に発生する。国立気候データセンターの嵐の事象のデータベースによると、非常に大規模な土地の面積を考慮しなければならないが、テキサス州は他のどの州よりも多くの竜巻が報告されている。カンザス州とオクラホマ州の平方マイルあたりの竜巻の数はそれぞれ1位と2位である。竜巻が南部の平原で発生する場合、強力な竜巻になることはないがフロリダ州も竜巻の発生数と密度が高いことが報告されている。

## 定義
竜巻街道はアメリカ合衆国中部の領域と見なされる。しかしアメリカ国立気象局は公式の定義としてこれまでに指定していない。国立シビアストーム研究所のFAQによると、竜巻街道とは竜巻の数の多い領域を表すためにメディアによって作られた用語である。長年にわたって竜巻街道の境界が明確に定義されていないがそれは境界を定義するために使用される異なる基準の違いのためである。竜巻の90パーセントはこの地域を襲ったが、冷たく乾燥したカナダやロッキー山脈からの空気がメキシコ湾からの暖かく湿った空気やソノラ砂漠からの暑く乾いた空気と衝突するためであり、大気不安定、大雨、多くの激しい雷雨を引き起こす。
竜巻街道の最も一般的な定義は最強クラスの竜巻がより頻繁に発生する場所である。竜巻街道の中心は北部テキサス州（他州に食い込んでいる細長い区域を含む）、オクラホマ州、カンザス州で構成され、北はカナダの大草原から南はテキサス州中部まで西はコロラド州東部から東はペンシルベニア州西部までの竜巻の到達する領域で定義することもできる。また定義は諸説論争されている。テキサス、カンザス、オクラホマ州の核となる部分に加え、アメリカ合衆国中西部の北部や、オハイオバレー、テネシーバレー、ミシシッピバレー下流部のような地域も含まれる。
竜巻街道の用語は、テキサス州とオクラホマ州の一部の厳しい気候を研究するプロジェクトのタイトルとして、アメリカ空軍の気象学者のアーネスト・ジェイ・ファウブッシュ少佐（Ernest J. Fawbush (1915–1982)）とロバート・シー・ミラー大佐（Robert C. Miller (1920–1998)）によって1952年に使われたのが最初である。

## バリエーション
通称デキシー街道は、南東アメリカの地域を指す言葉として時折使用される。とりわけミシシッピバレー下流部とテネシーバレー上流部を示す。この地域は激しく長時間移動する竜巻に対して特に脆弱である。この地域の多くの住宅はアメリカの他の地域と比べて強固とは言えず多くの人々がトレーラーハウスで生活している。その結果、アメリカ南部での竜巻に関連した死傷者は特に多い。1つの典型的な例として2011年4月25日-28日の竜巻がある。デキシー街道は国立暴風雨予報センターの所長だったアレン・ピアソンによって1971年に造語された用語である。
　

## 影響
竜巻街道の中心部では、アメリカの建築基準法によって強化された屋根や建物とその基礎との安全な接続方法を要求され他の地域と比べて厳しい。 その他の一般的な予防措置はストーム・シェルターや竜巻警報サイレンの設備を建設することである。この地域の竜巻の認知度とメディアの気象放送サービスも高度である。
いくつかの研究はアメリカを横切る小さな竜巻街道もあることを示唆している。

## アメリカの州別の竜巻の個数
1950年1月1日から2009年7月31日までの期間に国立気候データセンターによって報告されているこれらの数値は、最も影響を受けた州の10位までを示している。アメリカ国内の個々の郡から取り寄せられた報告なので、同じ竜巻が郡を横切ることが時折あるので複数回報告されることがある。
1. テキサス州: 8,049
2. カンザス州: 3,809
3. オクラホマ州: 3,443
4. フロリダ州: 3,032
5. ネブラスカ州: 2,595
6. アイオワ州: 2,368
7. イリノイ州: 2,207
8. ミズーリ州: 2,119
9. ミシシッピー州: 1,972
10. アラバマ州: 1,844